# آب‌انبار فاضل خان
آب‌انبار فاضل خان، آب‌انباری است مربوط به دوره قاجار که در شهر بشرویه، خیابان ملا عبدالله تونی، جنب حمام فاضل خان واقع شده‌است. این اثر در تاریخ ۱۲ دی ۱۳۸۶ با شمارهٔ ثبت ۲۰۴۸۳ به‌عنوان یکی از آثار ملی ایران به ثبت رسیده است.